# آل‌بورخ
آلبرگ (به لاتین: Aalburg) یک سکونتگاه مسکونی در هلند با جمعیت ۱۲٬۳۰۰ نفر است که در برابانت شمالی واقع شده‌است.